# Archibald Hamilton (1769-1827)
Archibald Hamilton (17 mars 1769 - 28 août 1827) est un homme politique écossais .

## Biographie
Il est le fils de Harriet Stewart et de son mari, Archibald Hamilton (9e duc de Hamilton). Il commence ses études à Christ Church, Oxford, le 23 avril 1788. Il obtient son baccalauréat en 1792 et sa maîtrise en 1795. Le 14 octobre 1790, il est admis au Lincoln's Inn et au barreau en 1799. 
Il est élu député du Lanarkshire en 1802. Il est député pendant 26 ans, s’opposant aux gouvernements d’Addington et de Pitt, et est un partisan de la réforme Burgh, qui est votée 8 ans après sa mort avec la loi de 1838 sur la police de Burgh. 
Hamilton est également colonel de la milice du Lanarkshire. 